# Alemanha Ocidental

Zonas ocupadas pelos Aliados na Alemanha

Alemanha Ocidental é a designação comum do país que ocupava a parte ocidental da Alemanha, que foi partido em dois após a Segunda Guerra Mundial, no período entre sua formação em 23 de maio de 1949 e a reunificação alemã em 3 de outubro de 1990. Durante esse período da Guerra Fria, a República Federal da Alemanha (em alemão: Bundesrepublik Deutschland) fez parte do bloco ocidental. A República Federal foi criada durante a ocupação da Alemanha pelos Aliados após a Segunda Guerra Mundial, estabelecida a partir de onze estados formados nas três zonas aliadas de ocupação mantidas pelos Estados Unidos, pelo Reino Unido e pela França. Sua capital (provisória) era a cidade de Bonn (ou Bona). A Alemanha Ocidental também é retrospectivamente designada como República de Bonn ou República de Bona.
No início da Guerra Fria, a Europa estava dividida entre os blocos ocidental e oriental. A Alemanha foi de fato dividida em dois países e dois territórios especiais — o Sarre e Berlim, esta última dividida. Inicialmente, a República Federal da Alemanha reivindicou soberania exclusiva para toda a Alemanha, considerando-se a única continuação democraticamente reorganizada do Reich Alemão de 1871 a 1945. O país considerava que a Alemanha Oriental (nome oficial: República Democrática Alemã; sigla: RDA) era um estado-fantoche da União Soviética que foi constituído ilegalmente. Três estados do sudoeste da Alemanha Ocidental fundiram-se para formar Baden-Württemberg em 1952 e o Sarre juntou-se à República Federal da Alemanha em 1957. Além dos dez estados resultantes, Berlim Ocidental foi considerada de fato o décimo primeiro estado. Embora legalmente não fizesse parte da República Federal da Alemanha, visto que Berlim estava sob o controle do Conselho de Controle Aliado. Berlim Ocidental se alinhou politicamente com a Alemanha Ocidental e esteve direta ou indiretamente representada em suas instituições federais.
A base para a posição influente mantida pela Alemanha hoje foi lançada durante o Wirtschaftswunder (milagre econômico) da década de 1950, quando a Alemanha Ocidental se levantou da enorme destruição causada pela Segunda Guerra Mundial para se tornar a terceira maior economia do mundo. O primeiro chanceler Konrad Adenauer, que permaneceu no cargo até 1963, havia trabalhado para um completo alinhamento com a OTAN e pela não neutralidade. Não apenas garantiu a adesão à OTAN, como também foi um defensor dos acordos que se desenvolveram na atual União Europeia. Quando o G6 foi estabelecido em 1975, não havia dúvida se a Alemanha Ocidental se tornaria membro.
Após o colapso do comunismo na Europa Central e Oriental em 1989, simbolizado pela queda do Muro de Berlim, houve um rápido movimento em direção à reunificação alemã. A Alemanha Oriental votou para se dissolver e aderir à República Federal em 1990. Seus cinco estados do pós-guerra (Länder) foram reconstituídos junto com a Berlim reunificada, que encerrou seu estatuto especial e formou um território adicional. Eles ingressaram formalmente na República Federal em 3 de outubro de 1990, aumentando o número de estados de dez para dezesseis e encerrando a divisão da Alemanha. A reunificação não resultou em um novo país; em vez disso, o processo foi essencialmente um ato voluntário de adesão, pelo qual a Alemanha Ocidental foi ampliada para incluir os estados adicionais da Alemanha Oriental, que haviam deixado de existir. A República Federal expandida manteve a cultura política da Alemanha Ocidental e continuou sua participação em organizações internacionais, bem como seu alinhamento e afiliação à política externa ocidental a alianças ocidentais como ONU, OTAN, OCDE e União Europeia.

## História
Após a Segunda Guerra Mundial (1939-1945), os líderes dos Estados Unidos, Reino Unido e da União das Repúblicas Socialistas Soviéticas (URSS) se encontraram na Conferência de Potsdam. Decidiram temporariamente dividir a Alemanha em quatro zonas de ocupação: francesa no sudoeste, britânica no noroeste, dos Estados Unidos no sul, e soviética no leste. Em 1949 os três primeiros setores federalistas, foram agrupados formando a Alemanha Ocidental de governo capitalista, sendo que o último setor, referente à Alemanha Democrática, se transforma na Alemanha Oriental de governo comunista, alterando o curso da história já que a capital Berlim permaneceria, até 9 de novembro de 1989, integrada no setor democrático controlado pela União Soviética.
Com a união, a cidade de Bona, na Renânia, foi escolhida para representar a capital da Alemanha Ocidental sendo que o governo dos federados conseguiu manter uma posse de certa forma precária sobre parte de Berlim, igualmente dividida em zonas ocidental e oriental, que definitivamente situada em território da Alemanha Oriental, originou um corredor aéreo e uma rodovia internacional de ligação a essa parte ilhada.
Antes da década de 1970, a posição oficial da Alemanha Ocidental quanto à existência da Alemanha Oriental, de acordo com a Doutrina Hallstein, era de que o governo alemão-ocidental era o único democraticamente eleito e, por conta disso, representante legítimo do povo alemão, e qualquer país (com a exceção da URSS) que reconhecesse a existência da Alemanha Oriental teria relações diplomáticas cortadas com a Alemanha Ocidental.
No início dos anos 1970, a Ostpolitik de Willy Brandt levou ao reconhecimento mútuo entre as duas repúblicas. O Tratado de Moscovo (de agosto de 1970), o Tratado de Varsóvia (de dezembro de 1970), o Acordo dos Quatro Poderes de Berlim (de setembro de 1971), o Acordo de Trânsito (de maio de 1972), e o Tratado Básico (de dezembro de 1972) ajudaram a normalizar as relações entre os dois países fazendo com que ambos se juntassem à ONU.
A queda do Muro de Berlim significou o marco da queda da Alemanha Oriental, que foi anexada à Alemanha Ocidental. A Alemanha de hoje é o mesmo Estado (mantém o nome de República Federal da Alemanha) agregando o território da antiga República Democrática Alemã. Os dois Estados adotaram a mesma moeda e alfândega em julho de 1990, a Alemanha Oriental foi dissolvida e anexada à República Federal da Alemanha finalizando a divisão oeste-leste, quando também foi perdido o sentido em referir-se a ela como "ocidental", bastando apenas o nome de Alemanha.

## Governo e política
A vida política na Alemanha Ocidental era notavelmente estável e ordenada. A era Adenauer (1949-1963) foi seguida por um breve período sob o governo de Ludwig Erhard (1963-1966) que, por sua vez, foi substituído por Kurt Georg Kiesinger (1966-1969). Todos os governos entre 1949 e 1966 foram formados pelos grupos unidos da União Democrata-Cristã (CDU) e da União Social-Cristã (CSU), sozinhos ou em coalizão com o menor Partido Democrata Livre (FDP) ou outros partidos de direita.
Em 1951, várias leis foram aprovadas encerrando a desnazificação. Como resultado, muitas pessoas com um passado nazista acabaram novamente no aparato político da Alemanha Ocidental. O presidente da Alemanha Ocidental, Walter Scheel, e o chanceler, Kurt Georg Kiesinger, eram ex-membros do Partido Nazista. Em 1957, 77% dos altos funcionários do Ministério da Justiça da Alemanha Ocidental eram ex-membros do Partido Nazista. O secretário de Estado de Konrad Adenauer, Hans Globke, havia desempenhado um papel importante na elaboração das leis de Nuremberg antissemitas na Alemanha nazista.
Até à década de 1970, os homossexuais eram perseguidos pelas autoridades da Alemanha Ocidental. Cerca de 50 000 foram condenados por homossexualidade com base numa lei introduzida sob o regime nazi, mas retidos pela RFA.

## Economia

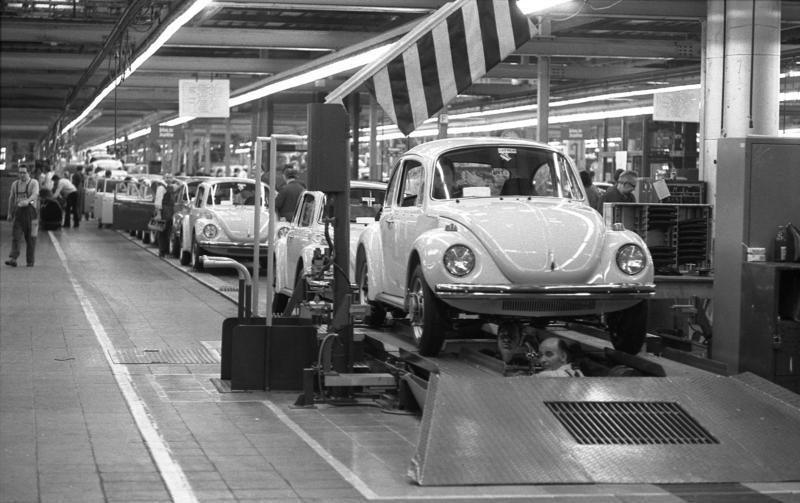
O fusca da Volkswagen, durante muitos anos o carro de maior sucesso do mundo, na linha de montagem da fábrica de Wolfsburg, 1973

O Wirtschaftswunder ("milagre econômico", cunhado pelo The Times em 1950) da Alemanha Ocidental ocorreu devido à ajuda econômica fornecida pelos Estados Unidos e pelo Plano Marshall. Essa melhoria foi sustentada pela reforma monetária de 1948, que substituiu o Reichsmark pelo marco alemão e interrompeu a inflação galopante. O desmantelamento aliado da indústria de carvão e aço da Alemanha Ocidental finalmente terminou em 1950.
À medida que a demanda por bens de consumo aumentou após a Segunda Guerra Mundial, a escassez resultante ajudou a superar a resistência persistente à compra de produtos alemães. Na época, a Alemanha possuía uma grande quantidade de mão de obra qualificada e barata, em parte como resultado da fuga e expulsão de alemães da Europa Central e Oriental, que afetaram até 16,5 milhões de alemães. Isto ajudou a Alemanha a mais que dobrar o valor de suas exportações durante a guerra. Além desses fatores, o trabalho árduo e as longas horas em plena capacidade da população e no final das décadas de 1950 e 1960, o trabalho extra fornecido por milhares de Gastarbeiter ("trabalhadores convidados") forneceu uma base vital para a recuperação econômica. Isso teria implicações mais tarde para os sucessivos governos alemães, que tentavam assimilar esse grupo de trabalhadores.
Com a queda das reparações aliadas, a libertação da propriedade intelectual alemã e o impacto do estímulo do Plano Marshall, a Alemanha Ocidental desenvolveu uma das economias mais fortes do mundo, quase tão forte quanto antes da Segunda Guerra Mundial. A economia da Alemanha Oriental mostrou um certo crescimento, mas não tanto quanto na Alemanha Ocidental, em parte por causa de reparações contínuas à União Soviética.
Em 1952, a Alemanha Ocidental tornou-se parte da Comunidade Europeia do Carvão e do Aço, que mais tarde evoluiria para a União Europeia. Em 5 de maio de 1955, a Alemanha Ocidental foi declarada detentora da "autoridade de um Estado soberano".